# Buslijn 382 (Amsterdam-IJmuiden)
Buslijn 382 is een R-net buslijn van Connexxion, die het strand van IJmuiden met station Amsterdam Sloterdijk verbindt.

## Geschiedenis

### Lijn 72
Op 5 mei 1968 werd door de toenmalige vervoersmaatschappij NZHVM buslijn 72 ingesteld, die het strand van IJmuiden, via de Zeewijk en IJmuiden centrum, verbond met Velsen-Zuid en Amsterdam. De route volgde vanaf Velsen het Noordzeekanaal en leidde langs het gebied Spaarnwoude, Buitenhuizen-Zuid en Ruigoord naar het westelijk havengebied van Amsterdam, vanwaar via Basisweg, Bos en Lommerplein, Bos en Lommerweg, Haarlemmerweg, Van Hallstraat en Frederik Hendrikplantsoen naar het NZHVM-busstation op de Appeltjesmarkt aan de Marnixstraat werd gereden. Aanvankelijk was lijn 72 een zomerlijn met een uurdienst. Al in 1969-70 was deze uurdienst ook tijdens de winterdienstregeling van kracht.
Op lijn 72 gold in Amsterdam een lokaal vervoerverbod tussen de Basisweg en de Marnixstraat. Vanaf halverwege jaren 70 gold echter stadstarief tussen Abberdaan en het Bos en Lommerplein, omdat daar destijds nog geen GVB-bussen reden. Ook werd omstreeks die tijd de route vanaf het Bos en Lommerplein verlegd via de Jan van Galenstraat. Vanaf oktober 1977 verviel het vervoerverbod door de invoering van het zonetarief op alle streeklijnen.

### Lijn 82

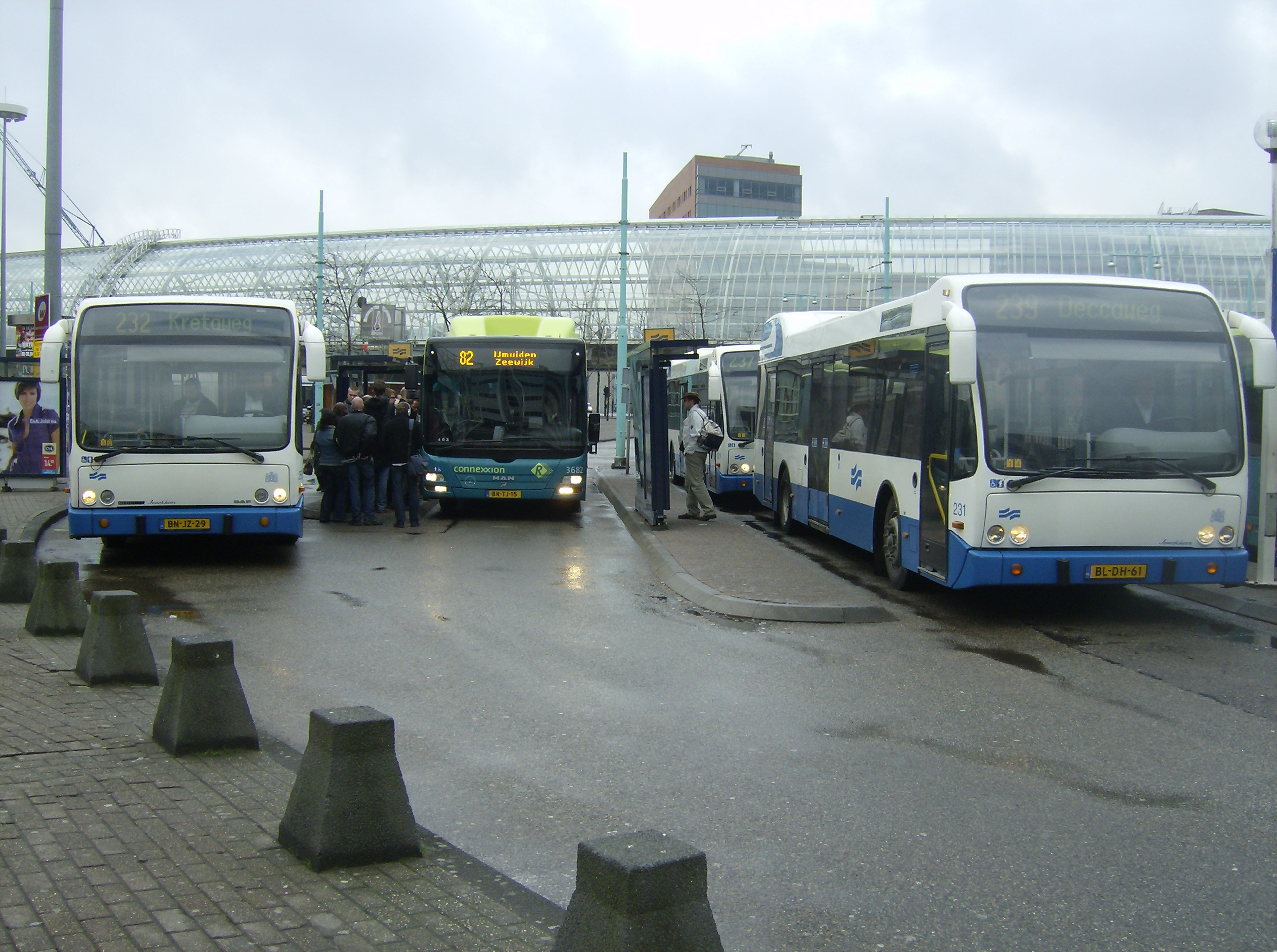
Een bus van de voormalige lijn 82 tussen de spitsbussen van het GVB bij station Sloterdijk

In 1980 werd de lijn vernummerd in lijn 82 met het oog op een logischer groepering binnen het NZH-lijnnummersysteem (in de 70 voor het IJmondgebied, in de 80 voor de verbindingen van Zuid-Kennemerland met Amsterdam).
De instelling van deze lijn door de NS-dochteronderneming NZHVM had grote gevolgen voor de spoorlijn IJmuiden - Haarlem. De dienst op deze toch al zwakke lijn was al ingekort van Amsterdam tot Haarlem. De instelling van de rechtstreekse buslijn ontnam aan de spoorlijn het laatste bestaansrecht. In 1983, bij de opheffing van de spoorlijn, kreeg lijn 82 meer vervoer te verwerken. Om toch een overstapgelegenheid op het spoorwegnet te bieden werd vanaf 1985 via het verplaatste station Amsterdam Sloterdijk gereden.
In 1994 werd het eindpunt verlegd naar Seaport Marina IJmuiden, sommige ritten eindigden echter voortaan in de Zeewijk. Bij het begin van het graven van de Afrikahaven in 1997 werd de lijn om deze haven heen geleid over de nieuwe Westpoortweg, waar tevens een nieuwe halte verscheen nabij het dat jaar door Amsterdam geannexeerde dorp Ruigoord.
Gedurende enige jaren heeft ook een lijn 83 bestaan, die in de spitsuren als sneldienst reed tussen IJmuiden en station Amsterdam Sloterdijk. In 1999 werd lijn 82 een Connexxion-lijn door de fusie van de NZHVM met enkele andere streekvervoerders. In december 2005 werd de route in Amsterdam verlegd via de Bos en Lommerweg en Willem de Zwijgerlaan in plaats van via de Jan van Galenstraat.
Sindsdien werd de lijn gereden als een Regioliner met een basisfrequentie van 2 keer per uur. In de spits reed de bus vier keer per uur tussen Sloterdijk en Zeewijk (richting Sloterdijk in de ochtendspits zes keer). Er werd pas na 9:00 uur vanaf Zeewijk doorgereden naar IJmuiden aan Zee. In het weekeinde reed lijn 82 in de zomer vaker dan in de winter. Op zondag reed de lijn 's winters niet tussen station Sloterdijk en de Marnixstraat en met de dienstregeling van 2016 verviel het traject op alle exploitatie-uren.
Onder de naam Fast Flying Ferry voorzag Connexxion zelf van 2007 tot 2014 in een alternatief voor lijn 82, door met draagvleugelboten een dienst te onderhouden over het Noordzeekanaal tussen Velsen en Amsterdam (De Ruijterkade).
Onder het lijnnummer 82 wordt vanaf 3 september 2017 nog eenmaal per dag een retourrit gereden met in IJmuiden een afwijkende route met aansluiting op de veerboot van rederij DFDS naar Newcastle, Engeland. Lijn 82 werd echter opgeheven op 28 april 2019.

### Lijn 382

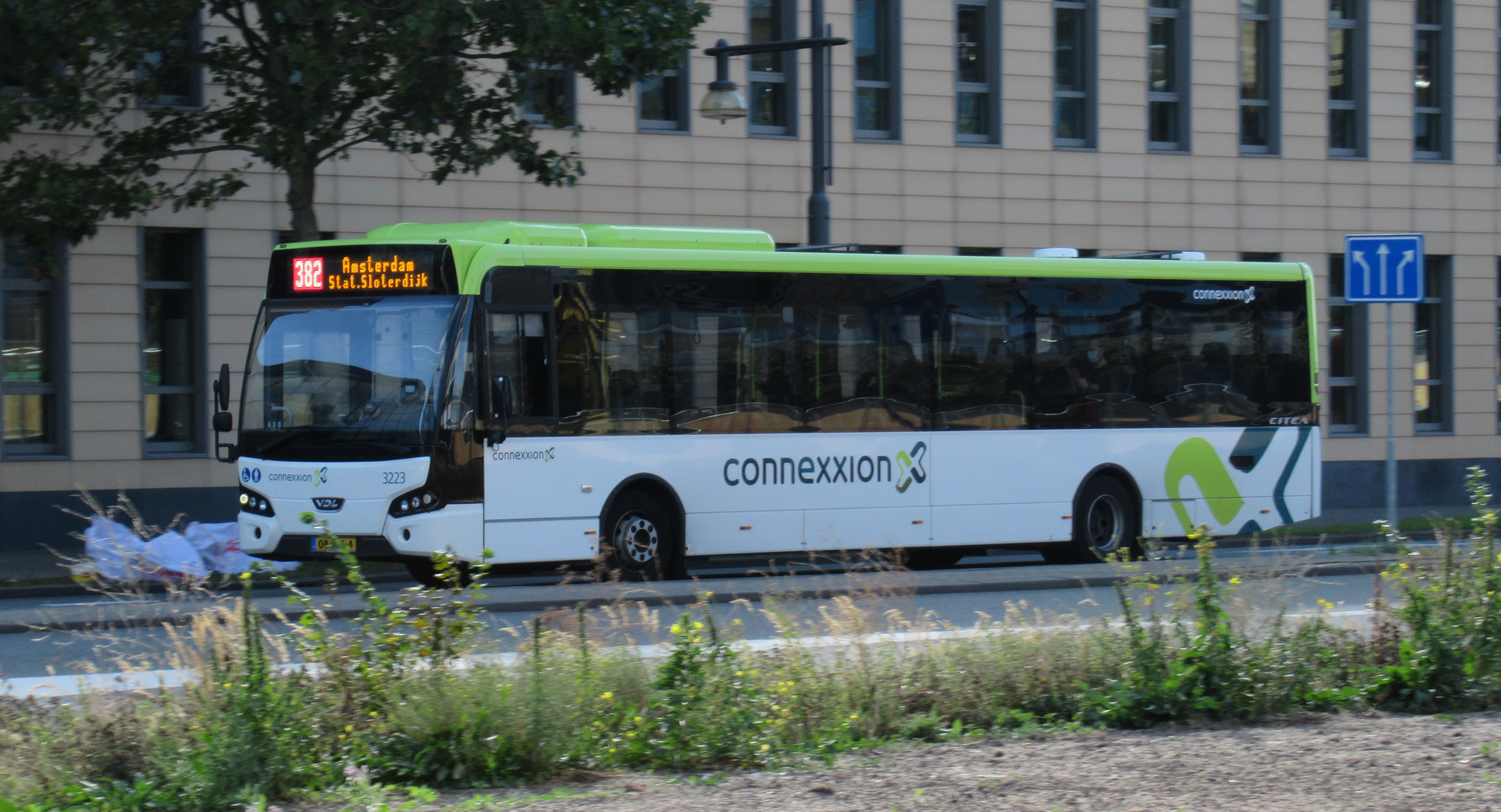
VDL Citea 3223 op lijn 382

Op 3 september 2017 werd de lijn opgewaardeerd tot R-net lijn 382 waarbij een aantal haltes in IJmuiden kwam te vervallen. Op werkdagen overdag werd de frequentie verdubbeld naar viermaal per uur en in de spitsuren naar zesmaal per uur. Op de overige exploitatietijden bleef de frequentie ongewijzigd. Tussen de Dennekoplaan en IJmuiden aan Zee wordt een beperkte dienst gereden, overdag vanaf 9:00 uur tweemaal per uur. De haltes in Amsterdam zijn niet voorzien van R-net meubilair (in Amsterdam is slechts een R-net bordje toegevoegd aan de abri's), de haltes Kastrupstraat en Oderweg hebben richting IJmuiden zelfs in het geheel geen abri.